# Hank Marvin

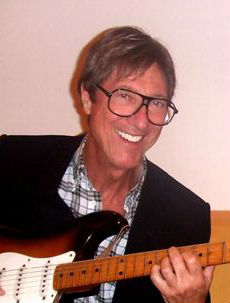
Hank Marvin (2007)

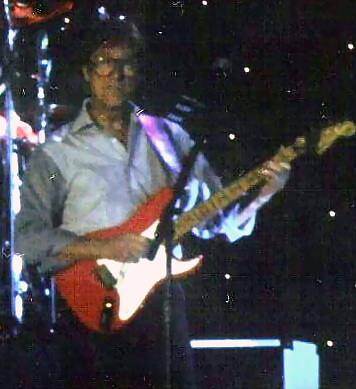
Hank Marvin (2005)

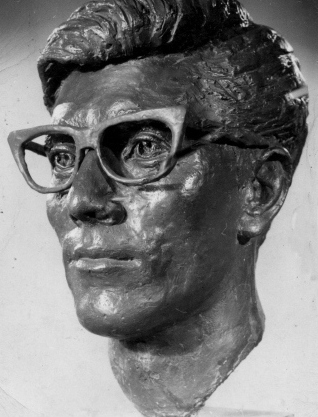
Hank Marvin, Skulptur von Victor Heyfron, 1964

Hank Brian Marvin (* 28. Oktober 1941 in Newcastle upon Tyne; bürgerlich Brian Robson Rankin) ist ein englischer Gitarrist und Songschreiber.

## Leben
Hank Marvin gilt als einer der einflussreichsten Gitarristen der 1960er- und 1970er-Jahre. Bekannt wurde er als Gitarrist der Band von Cliff Richard, den Shadows (die sich zuvor „The Drifters“ nannten). Nach dem Beginn der Karriere mit den Shadows 1959 wandte sich Marvin 1969 einer Solokarriere zu und brachte eine Platte heraus, auf der er sang und Gitarre spielte. 1971 nahm er zusammen mit seinem Ex-Shadows-Bandkollegen Bruce Welch und John Farrar als „Marvin, Welch and Farrar“ zwei Alben auf (später folgte eine LP im Duo mit Farrar).
Marvin wurde Mitglied der Zeugen Jehovas. 1982 hatte er seinen größten Hit als Solokünstler Don’t Talk. 1988 hatte er einen Gastauftritt vor rund 280.000 Besuchern in den Londoner Docklands bei einem riesigen Konzert von Jean Michel Jarre, das in den 1990er-Jahren als „Destination Docklands“-Konzert bekannt wurde.
Als 1990 die Shadows auseinanderbrachen, verstärkte er seine Soloauftritte mit seiner Band, die aus Pete May (Schlagzeug), seinem Sohn Ben Marvin (zweite Leadgitarre bzw. Rhythmusgitarre), Warren Bennett (Sohn des Shadows-Schlagzeugers Brian Bennett an den Tasteninstrumenten bzw. zweite Rhythmusgitarre) und Mark Griffiths (Bass) bestand. Nach mehreren Auflösungen und Reunions waren die „Shadows“ mit Hank Marvin 2004 und 2005 auf großer Abschiedstournee.

## Instrumente
Marvin spielt neben der Gitarre noch Banjo und Klavier.
Zu seinen Instrumenten zählen die Fender Stratocaster als auch die Burns London Hank Marvin Signature E-Gitarre.

## Diskografie

### Alben
| Jahr | Titel                                                             | Höchstplatzierung, Gesamtwochen, AuszeichnungChartsChartplatzierungen (Jahr, Titel, Platzierungen, Wochen, Auszeichnungen, Anmerkungen) | Anmerkungen     |
| Jahr | Titel                                                             | UK | Anmerkungen     |
| ---- | ----------------------------------------------------------------- | --- | --------------- |
| 1969 | Hank Marvin                                                       | UK14 (2 Wo.)UK |                 |
| 1982 | Words and Music                                                   | UK66 (3 Wo.)UK |                 |
| 1992 | Into the Light                                                    | UK18 Gold · (10 Wo.)UK |                 |
| 1993 | Heartbeat                                                         | UK17 Gold · (9 Wo.)UK |                 |
| 1994 | The Best of Hank Marvin and the Shadows                           | UK19 Gold · (11 Wo.)UK |                 |
| 1995 | Hank Plays Cliff                                                  | UK33 Gold · (8 Wo.)UK |                 |
| 1996 | Hank Plays Holly                                                  | UK34 Gold · (9 Wo.)UK |                 |
| 1997 | Hank Plays Live                                                   | UK71 (1 Wo.)UK |                 |
| 1997 | Hank Marvin and the Shadows Play Andrew Lloyd Webber and Tim Rice | UK41 Silber · (7 Wo.)UK |                 |
| 1998 | Very Best Of – The First 40 Years                                 | UK56 Silber · (8 Wo.)UK | mit The Shadows |
| 2000 | Marvin at the Movies                                              | UK17 (7 Wo.)UK |                 |
| 2002 | Guitar Player                                                     | UK10 Silber · (8 Wo.)UK |                 |
| 2007 | Guitar Man                                                        | UK6 Silber · (6 Wo.)UK |                 |
| 2014 | Hank                                                              | UK8 (6 Wo.)UK |                 |
| 2017 | Without a Word                                                    | UK9 (5 Wo.)UK |                 |
| 2019 | Gold                                                              | UK9 (10 Wo.)UK |                 |

Weitere Alben
- Guitar Syndicate (1977)
- All Alone with Friends (1983)
- Would You Believe It ... Plus (1994)
- Handpicked (1995)
- Another Side of Hank Marvin (1998)
- Guitar Ballads (2004)

### Singles
| Jahr | Titel Album                                      | Höchstplatzierung, Gesamtwochen, AuszeichnungChartsChartplatzierungen (Jahr, Titel, Album, Platzierungen, Wochen, Auszeichnungen, Anmerkungen) | Anmerkungen |
| Jahr | Titel Album                                      | UK | Anmerkungen |
| ---- | ------------------------------------------------ | --- | ----------- |
| 1969 | Throw Down a Line Cliff Richard & Hank Marvin    | UK7 (9 Wo.)UK |             |
| 1970 | Joy of Living Cliff & Hank                       | UK25 (8 Wo.)UK |             |
| 1982 | Don’t Talk –                                     | UK49 (4 Wo.)UK |             |
| 1992 | We Are the Champions Hank Marvin feat. Brian May | UK66 (1 Wo.)UK |             |

## Sonstiges
Im Jahr 1996 ehrten prominente Gitarristen der Rock- und Popmusik Hank Marvin mit einer Tribute-CD – Twang!: A Tribute to Hank Marvin & the Shadows. Hierbei handelt es sich um Cover-Versionen ausgewählter Titel, gespielt unter anderem von Mark Knopfler, Brian May, Ritchie Blackmore, Peter Green, Keith Urban, der bereits um 1960 von Marvin beeinflusste Neil Young und Peter Frampton.